# Partecipazione dell'Italia a Expo 2020
L'Italia ha confermato la propria partecipazione a Expo 2020 Dubai nel 2016. Il padiglione che l'ha rappresentata all'evento è stato progettato da Carlo Ratti, Italo Rota, Matteo Gatto e F&M Ingegneria. Nel 2018 Paolo Glisenti è stato incaricato di guidare il commissariato generale dell'Italia a Expo. Il tema dell'Italia a Expo è stato "la bellezza unisce le persone". Expo 2020 Dubai a causa della crisi pandemica da COVID-19 è stato rinviato di un anno e si è svolto dal 1º ottobre 2021 al 31 marzo 2022.

## Il Commissariato
La presenza italiana a Expo Dubai 2020 è stata confermata formalmente dal Governo italiano al Governo emiratino il 16 novembre 2016. L’Italia è stata il primo paese del G7 a formalizzare la propria partecipazione ad Expo 2020 Dubai.
Il 19 gennaio 2018, alla presenza dell’allora Ministro degli Affari Esteri e della Cooperazione Internazionale Angelino Alfano e del Principe ereditario di Abu Dhabi Sheikh Mohammed bin Zayed Al Nahyan e del Ministro degli Esteri degli Emirati, Abdallah bin Zayed, è stato dato l’incarico formale a Paolo Glisenti di costituire il commissariato generale.
Il Commissariato Italiano per la partecipazione dell’Italia a Expo 2020 ha sede presso il Ministero degli affari esteri al Palazzo della Farnesina.
Il 20 ottobre 2019, a un anno esatto dall’inizio dell’Expo, si è tenuto a Matera l’evento “One Year to Go” che ha segnato il passaggio del testimone tra Expo 2015 Milano ed Expo 2020 Dubai. Alla cerimonia hanno partecipato, oltre al commissario Glisenti, anche il Ministro degli esteri Luigi Di Maio, il Ministro degli esteri emiratino, Abdallah Bin Zayed Al Nahyan, il Ministro dell’istruzione, dell’università e della ricerca, Lorenzo Fioramonti. Expo 2020 Dubai però è stato poi rinviato di un anno a causa della pandemia, cominciando il 1º ottobre 2021.
Il 30 novembre 2019 il commissario Glisenti è stato nominato membro dello steering committee di Expo 2020, comitato di indirizzo che rappresenta gli interessi comuni di tutti i paesi partecipanti a Expo.
Il tema principale della partecipazione italiana è stato “La Bellezza unisce le Persone”.
Gli argomenti sui quali si è concentrata la presenza italiana a Expo 2020 sono cinque:
- territori
- sostenibilità
- formazione
- innovazione
- creatività

Durante i sei mesi di Expo 2020 Dubai - dal 1º ottobre 2021 al 31 marzo 2022 - il Padiglione Italia ha superato 1,6 milioni di visitatori e 13 milioni di utenti virtuali raggiunti online tramite web e Social Media.

## Il logo
Il marchio del commissariato generale dell’Italia per Expo 2020 Dubai è composto da un pittogramma tricolore che rappresenta una persona stilizzata in movimento, dalla scritta “Italia”, dal claim “la bellezza unisce le persone” in lingua italiana, inglese e araba.
Il 17 maggio 2018 è stato lanciato un concorso nazionale per la realizzazione del logo della partecipazione italiana a Expo. Due mesi dopo presso la Triennale di Milano si è riunita la commissione di valutazione, decretando vincitore il designer Eliseu Mariano De Castro Leao.

## I macrosettori di interesse
La partecipazione italiana a Expo 2020 si concentra sui seguenti macrosettori di interesse bilaterali con gli Emirati Arabi Uniti:
- aerospazio, cyber security, energia (imprese della transizione energetica), smart grid, big data, ambiente, grandi opere, scienze della vita e pharma, trasporti, automotive;
- nautica, costruzioni, arredo, illuminotecnica;
- imprese culturali (spettacolo dal vivo, arti visive, cinema, editoria, musica, stampa, software, videogiochi);
- industrie creative (fashion design, moda, enogastronomia);
- patrimonio storico-artistico (musei, biblioteche, archivi, monumenti, aree archeologiche);
- imprese creative driven (artigianato, manifattura innovativa, web-marketing, professioni creative, content design, food design);
- benessere e cosmetica;
- design industriale (design di prodotto, design di sistemi, modellazioni 3D, prototipazione e engineering);
- interior design (architettura, ambienti abitativi);
- design firm (learning experience design, design dei modelli organizzativi e degli spazi lavorativi, IoT);
- information e communication design (strumenti, canali, linguaggi).[8]

## Il Padiglione
Il Padiglione Italia di Expo 2020 è stato progettato dagli architetti Carlo Ratti, Italo Rota, Matteo Gatto e F&M Ingegneria. Il progetto prevede la copertura di un’area di 3.500 metri quadri complessivi per un’altezza di quasi 27 metri di altezza.
Il percorso espositivo è stato progettato come uno spazio dedicato a mostre temporanee sulle competenze del popolo italiano, con una zona dedicata alla ricerca italiana sui temi dello spazio e delle acque dolci e salate. Una copia a grandezza naturale del David di Michelangelo conclude la visita.
Il 26 novembre 2019 è stata posata la prima pietra del padiglione, alla presenza del vice Ministro allo sviluppo economico Stefano Buffagni, dell’ambasciatore italiano negli Emirati Arabi Uniti Nicola Lener, dell'executive director Expo Bureau Najeeb al Ali e del commissario generale dell’Italia Paolo Glisenti.

## Partner e sponsor
Il padiglione italiano a Expo 2020 è stato realizzato con il contributo di aziende partner e sponsor di piccole, medie e grandi dimensioni. 
I partner istituzionali della Partecipazione italiana ad Expo 2020 Dubai:
- MIUR
- Ministero per i Beni e le Attività Culturali e per il Turismo
- Carabinieri
- Alisei
- Anci
- Aspen Institute Italia
- Assolombarda
- ASVIS
- CONI
- Confartigianato
- Confcommercio
- Confindustria
- CNF Consiglio Nazionale Forense
- Consiglio Nazionale delle Ricerche
- CAN Cluster Agrifood Nazionale
- ESOF 2020 Euroscience Open Forum Trieste
- FIGC
- Accademia Teatro alla Scala
- Altagamma
- Matera 2019 Open Future
- ITA Italian Trade Agency
- Libera università internazionale degli studi sociali Guido Carli
- Link Campus University
- Milan Center for Food Law and Policy
- Politecnico Milano
- Politecnico di Torino
- SACE
- Prima Segretariato Italiano
- Triennale di Milano
- Università Bicocca
- Università di Genova
- Università di Pavia
- Università Politecnica delle Marche
- Università degli Studi di Teramo
- Adnkronos
- ANSA
- Rai
- Fondazione Inarcassa
- CRUI
- Fondazione CRUI
- RUS
- Università di Bari

Gli sponsor del Padiglione Italia:
- ENI
- Avio
- Dolce e Gabbana
- Fincantieri
- Intesa Sanpaolo
- Kartell
- Bulgari
- Bracco
- Maserati
- Ferrarelle
- Lavazza
- Gruppo Ferrovie dello Stato Italiane
- Mondadori
- Terna
- Fazioli
- Gico
- Snam
- Hexagon
- Leonardo
- Gruppo Boero
- ADR Aeroporti di Roma
- MAPEI
- OTIM
- ENEL X